# Erik Prosperin
Erik Prosperin (Uppsala, 25 luglio 1739 – 4 aprile 1803) è stato un astronomo, matematico e fisico svedese.
Prosperin è stato docente di matematica e fisica all'Università di Uppsala nel 1767 e di astronomia nel 1773-1798. È diventato membro dell'accademia reale svedese delle scienze (KVA) a Stoccolma dal 1771 e membro della regia società delle scienze di Uppsala dal 1774.
Prosperin è famoso per aver calcolato le orbite di molti corpi celesti del sistema solare, comete, pianeti e i loro satelliti. Ha calcolato le orbite del nuovo pianeta scoperto nel 1781 (Urano), per il quale propose i nomi Astraea, Cibele e Nettuno, e dei suoi satelliti. È stato anche uno dei primi a calcolare l'orbita del primo asteroide, Cerere, nel 1801.
Gli è stato dedicato un asteroide: 7292 Prosperin.